# تام برلسفورد
تام برلسفورد (انگلیسی: Tom Brelsford؛ 21 April 1894 – ۱۹۴۶ (۵۱−۵۲ سال)) بازیکن فوتبال بود.